# Tibor Benedek
Pour les articles homonymes, voir Benedek.
Tibor Benedek , né le 12 juillet 1972 à Budapest (Hongrie) et mort le 18 juin 2020 dans la même ville, est un joueur puis entraîneur de water-polo hongrois.

## Biographie
Joueur de l'équipe de Hongrie de water-polo masculin, Tibor Benedek est sacré champion olympique lors des Jeux olympiques de 2000, de 2004 et  de 2008. Il est également sacré champion du monde en 2003.